# Waldo (Ohio)
Waldo es una villa ubicada en el condado de Marion en el estado estadounidense de Ohio. En el Censo de 2010 tenía una población de 338 habitantes y una densidad poblacional de 201,39 personas por km².

## Geografía
Waldo se encuentra ubicada en las coordenadas 40°27′35″N 83°5′5″O / 40.45972, -83.08472. Según la Oficina del Censo de los Estados Unidos, Waldo tiene una superficie total de 1.68 km², de la cual 1.68 km² corresponden a tierra firme y (0%) 0 km² es agua.

## Demografía
Según el censo de 2010, había 338 personas residiendo en Waldo. La densidad de población era de 201,39 hab./km². De los 338 habitantes, Waldo estaba compuesto por el 96.45% blancos, el 0.3% eran afroamericanos, el 0% eran amerindios, el 0.89% eran asiáticos, el 0% eran isleños del Pacífico, el 0% eran de otras razas y el 2.37% pertenecían a dos o más razas. Del total de la población el 1.18% eran hispanos o latinos de cualquier raza.